# فيتورينو هيلتون
فيتورينو هيلتون دا سيلفا (بالبرتغالية: Vitorino Hilton da Silva‏) (مواليد 13 سبتمبر 1977 في برازيليا - البرازيل) لاعب كرة قدم برازيلي يلعب حاليا لصالح نادي الدرجة الأولى مونبيلييه الفرنسي منذ 2011 في مركز قلب الدفاع .

## روابط خارجية
- فيتورينو هيلتون على موقع إي إس بي إن إف سي (الإنجليزية)
- فيتورينو هيلتون على موقع قاعدة بيانات كرة القدم.إي يو (الإنجليزية)
- فيتورينو هيلتون على موقع ليكيب (الفرنسية)
- فيتورينو هيلتون على موقع Soccerbase.com (لاعب) (الإنجليزية)
- فيتورينو هيلتون على موقع Soccerway.com (الإنجليزية)
- فيتورينو هيلتون على موقع كووورة
- فيتورينو هيلتون على موقع AS.com (الإسبانية)